# تپه کنار خط آهن ازنا گرجی
تپه کنار خط آهن ازنا گرجی مربوط به دوران پیش از تاریخ ایران باستان تا دوران‌های تاریخی پس از اسلام است و در شهرستان ازنا، ۱۰۰ متری شمال خط آهن ازنا واقع شده و این اثر در تاریخ ۵ آذر ۱۳۸۰ با شمارهٔ ثبت ۴۳۵۱ به‌عنوان یکی از آثار ملی ایران به ثبت رسیده است.